# Marsberg-Wachtelberg
Das Naturschutzgebiet Marsberg-Wachtelberg liegt im unterfränkischen Landkreis Würzburg. 
Das Gebiet erstreckt sich östlich und nordöstlich von Randersacker. Südwestlich verläuft die St 2449 und fließt der Main, südlich verläuft die St 2272.

## Bedeutung
Das 67,2 ha große Gebiet mit der Nr. NSG-00225.01 wurde im Jahr 1984 unter Naturschutz gestellt.